# الکسی نموف
آلکسی یوریویچ نموف (به روسی: Алексей Юрьевич Немов) (زاده ۲۸ مه ۱۹۷۶) ژیمناست اهل روسیه است. نموف با کسب ۱۲ مدال در المپیک یکی از موفقترین ورزش‌کاران در تاریخ المپیک است.

## زندگی شخصی
آلکسی نموف در باراشوو به‌دنیا آمد. اما در تولیاتی در ساحل رودخانه ولگا بزرگ شد.
پدرش هنگامی که او نوزاد بود، مادرش را ترک کرد و پس از آن دیگر او را ندید. نموف اکنون نیز با همسرش گالینا و پسرش الکسی در تویلاتی زندگی می‌کند.

## مشخصات جسمی
- قد: ۱۷۳ سانتیمتر
- وزن: ۷۱ کیلوگرم